# Benito Haro
Benito Haro (n. Jiquilpan, Michoacán, Nueva España, Imperio Español, en 1811 - Orizaba, Veracruz, México, 30 de enero de 1863) Fue un militar mexicano que obtuvo el rango de general y ocupó entre otros, el cargo de Gobernador del estado de Tabasco.
El General Benito Haro, llegó preso a Tabasco en 1854 por haberse levantado en armas en Toluca. Fue trasladado a la prisión del Fuerte de Escobas y luego a Cunduacán de donde fue liberado un año más tarde. 

## Destitución del Gobernador
En 1854 se creó en México el Plan de Ayutla con la finalidad de derrocar al presidente Antonio López de Santa Anna. En Tabasco, el general Benito Haro fue uno de sus principales promotores, y desde la villa de Cunduacán se puso en contacto con varios de los liberales tabasqueños entre los que figuraban José Víctor Jiménez, Victorio V. Dueñas, León Alejo Torre, Francisco Olave y Mateo Pimienta, para unir sus fuerzas y destituir al gobernador Manuel María Escobar, aprobar los fundamentos del plan y combatir la dictadura.
Una vez que firmaron las actas de adhesión al plan, se entrevistaron con el gobernador para convencerlo de entregar el gobierno pacíficamente, o de lo contrario se levantarían en armas. Escobar, aislado militarmente, no tuvo más remedio que entregar el mando político y militar a Benito Haro, saliendo con rumbo a El Carmen. El 29 de agosto de 1855, Benito Haro se hizo cargo del gobierno político y militar de Tabasco y ofreció a José Víctor Jiménez la gubernatura del estado, sin embargo este no aceptó mientras no llegaran instrucciones de la Ciudad de México.

## Gobernador de Tabasco
Ante la negativa de José Víctor Jiménez de aceptar la gubernatura, y pretextando evitar la anarquía en el estado, Benito Haro se autonombró gobernador de Tabasco. Lanzó un manifiesto en donde explicaba al pueblo tabasqueño las razones de su autonombramiento, y prometía conservar el orden público y esperar instrucciones del Presidente Juan Álvarez.
Durante su gobierno, se promulgó y publicó el 23 de octubre de 1855 un Estatuto Orgánico Provisional, en espera de la conformación de una nueva Constitución Política Local. En dicho estatuto se estipulaba que todos los ciudadanos tabasqueños tenían los mismos derechos y obligaciones consagrados en la Constitución Local de 1850, además dividía al estado en diez partidos regidos por jefes políticos, declaraba que el gobernador sería elegido por un Consejo de Gobierno integrado por cinco personas.
El Consejo de Gobierno, determinó que el nuevo gobernador sería José Víctor Jiménez, sin embargo Justo Santa Anna logró que el presidente interino Martín Carrera lo nombrara gobernador del estado. Ante la indefinición provocada por Justo Santa Anna, Haro se quedó con la gubernatura.

### Medidas económicas
Durante su administración, siguió los lineamientos dictados por el Ministerio de Hacienda, fomentó el libre comercio, suprimió los impuestos al consumo, y declaró la libertad de siembra y circulación, derogó los impuestos al corte del palo de tinte, y rebajó a una tercera parte los impuestos a los barcos que los transportaban, esto para incentivar su exportación, prohibió utilizar como mano de obra esclava a los jóvenes huérfanos, y puso en receso al Batallón activo, licenciando a gran parte del 13.º Batallón de Línea. Para liberar gastos, retiró a jefes y oficiales innecesarios y liberó a los presos políticos.
Aunque las medidas adoptadas por el gobierno de Benito Haro fueron acogidas positivamente, los seguidores de Justo Santa Anna no se daban por vencidos en obtener la gubernatura. Así en noviembre de ese año, el Capitán Claro Hidalgo al frente de cien hombres se alzó en armas en Cárdenas. Haro envió al Capitán Felipe Reguera, quien derrotó a Claro Hidalgo y controló el motín.

### Separación del cargo
Sin embargo, Haro fue acusado de crueldad en el trato a los prisioneros y tuvo que dejar el cargo para acudir a la Ciudad de México a defenderse de las acusaciones. José Víctor Jiménez en su calidad de presidente del Consejo de Gobierno, se hizo cargo de la gubernatura del estado en mayo de 1856.
Unos años más tarde, Benito Haro fue convencido por varios conspiradores en la Ciudad de México para que acaudillara un movimiento revolucionario en contra del presidente Benito Juárez. Fue aprehendido y trasladado a la prisión de Santiago Tlatelolco y deportado de allí a Baja California.

## Fallecimiento
El General Benito Haro, falleció en la ciudad de Orizaba, Veracruz el 30 de enero de 1863.